# Schietpartij op de toren van de Universiteit van Texas
De schietpartij op de toren van de Universiteit van Texas was een massamoord die plaatsvond op 1 augustus 1966 op de Universiteit van Texas in Austin. De dader, de 25-jarige marineveteraan Charles Whitman, schoot lukraak op het publiek in de toren van het hoofdgebouw en vanaf het observatiedek van de toren. Hij schoot en doodde 15 mensen, waaronder een ongeboren kind, en verwondde 31 anderen voordat hij werd gedood door twee agenten van het Austin Police Department ongeveer 96 minuten nadat hij voor het eerst het vuur had geopend vanaf het observatiedek.
Voordat hij naar de Universiteit van Texas ging, had Whitman zijn moeder en vrouw doodgestoken - deels om beide vrouwen "de schaamte" te besparen die zijn daden volgens hem bij hen zouden veroorzaken.
In die tijd was de schietpartij op de toren van de Universiteit van Texas de dodelijkste schietpartij door één schutter in de Amerikaanse geschiedenis. 18 jaar later werd het overtroffen door het bloedbad bij de McDonald's in San Ysidro. Het bleef de dodelijkste schietpartij op een school in de Amerikaanse geschiedenis totdat het 41 jaar later werd overtroffen door de Virginia Tech schietpartij.

## Moorden

### Margaret en Kathleen Whitman
Om 18.45 uur op 31 juli 1966 zat Whitman achter zijn typemachine en begon aan het eerste van zijn twee zelfmoordbrieven, waarin hij zijn intenties beschreef om zijn vrouw en moeder te vermoorden voordat hij zijn massamoord op de Universiteit van Texas zou plegen. Halverwege het schrijven van dit briefje werd hij onderbroken door twee vrienden genaamd Larry en Elaine Fuess. Beiden merkten later op dat Whitman "bijzonder opgelucht leek over iets-je weet wel, alsof hij een probleem had opgelost" en dat bij twee gelegenheden gedurende de avond, Whitman opmerkte: "Het is een schande dat [Kathleen] de hele dag moet werken en dan thuis moet komen om..." In beide gevallen maakte Whitman zijn zin niet af en ging er ook niet verder op in. Het trio praatte een paar uur met elkaar voordat de Fuesses vertrokken zodat Whitman zijn vrouw naar huis kon brengen van haar parttime baan als telefoniste. Kathleen Whitman zou onmiddellijk naar bed zijn gegaan. 
Kort na middernacht (om ongeveer 12:30 uur) reed Whitman naar het appartement van zijn moeder in Guadalupe Street en stak haar dood voordat hij haar lichaam op haar bed legde en haar met lakens bedekte. Daarna schreef hij de tweede van zijn twee zelfmoordbrieven op een geel schrijfblok, dat hij naast haar bed achterliet. Daarna keerde hij terug naar huis en stak om ongeveer 3:00 uur 's nachts zijn vrouw herhaaldelijk door het hart terwijl ze in hun bed lag te slapen, voordat hij - met een grotendeels onleesbaar handschrift - zijn eerste zelfmoordbrief schreef. In beide zelfmoordbriefjes beleed hij zijn liefde voor zowel zijn vrouw als moeder en zei hij dat hij hen had gedood om hen vernedering te besparen en - in het geval van zijn moeder - om haar lijden te verlichten. Hij beschreef ook de "intense haat" die hij voelde voor zijn vader vanwege het fysieke en emotionele misbruik dat zijn vader zijn moeder had aangedaan tijdens hun huwelijk, en beschreef deze haat als "onbeschrijfelijk".

#### Laatste voorbereidingen
Later die ochtend huurde Whitman een handtruck en reed naar zijn bank, waar hij ongedekte cheques verzilverde ter waarde van $250 (gelijk aan $2.300 in 2022) - één getrokken van zijn eigen rekening en één van die van zijn moeder. Om 9:00 uur reed hij naar een ijzerwinkel, waar hij een .30 kaliber Universal M1 karabijn, twee extra munitiemagazijnen en acht dozen munitie kocht, terwijl hij de kassier vertelde dat hij van plan was om naar Florida te reizen om op wilde zwijnen te jagen.  Dertig minuten later kocht hij nog vier karabijnmagazijnen, zes extra dozen munitie en een bus schoonmaakmiddel voor wapens bij Chuck's Gun Shop voordat hij een 12 gauge semi-automatisch jachtgeweer kocht bij een nabijgelegen Sears. Whitman keerde vervolgens terug naar huis, waar hij in zijn garage de kolf en loop van het geweer afzaagde. Al deze aankopen werden vervolgens in de kluis van Whitman gestopt, die hij nog had van zijn diensttijd bij het Korps Mariniers.
Whitman stopte ook een Remington Model 700 6-mm bolt-action jachtgeweer uitgerust met een Leupold M8-4X richtkijker, een .35-kaliber Remington pompgeweer, een 9-mm Luger pistool, een Galesi-Brescia .25-kaliber pistool, een Smith & Wesson M19 .357 Magnum revolver, het eerder genoemde afgezaagde jachtgeweer en meer dan 700 patronen in zijn kluisje. Hij had ook verschillende blikken eten bij zich, naast koffie, vitamines, Dexedrine, Excedrin, oordopjes, anderhalve liter water, lucifers, aanstekervloeistof, touw, een verrekijker, een kapmes, drie messen, een kleine Channel Master transistorradio, toiletpapier, een scheermes en een fles deodorant.
Kort voordat hij naar de Universiteit van Texas reed, trok Whitman ook een blauwe nylon kaki overall over zijn shirt en spijkerbroek aan in een poging om als conciërge, reparateur of bezorger over te komen en zo elke verdenking bij zijn aankomst op de Universiteit van Texas af te wenden.

### Universiteit van Texas
Om ongeveer 11.25 uur bereikte Whitman de Universiteit van Texas in Austin, waar hij een valse identificatie van een onderzoeksassistent liet zien aan een bewaker om een parkeervergunning van 40 minuten te krijgen met de uitleg dat hij lesmateriaal aan het afleveren was voor een professor.  Whitman reed vervolgens met zijn apparatuur naar het hoofdgebouw van de universiteit. Er wordt aangenomen dat hij de toren tussen 11:30 en 11:35 uur binnenging en mogelijk heeft hij zijn binnenkomst in de toren getimed om samen te vallen met de leswisseling van 11:45 uur om het aantal beschikbare doelwitten die op de campus rondliepen te maximaliseren.
Bij binnenkomst in het hoofdgebouw ontdekte Whitman dat de lift niet werkte. Een medewerkster genaamd Vera Palmer - die dacht dat Whitman een reparateur was - vertelde hem dat de lift was "uitgezet" voordat ze naar een schakelaar greep om hem te activeren; Whitman glimlachte toen hij Palmer bedankte en zei: "Dank u mevrouw", voordat hij herhaaldelijk zei: "Je weet niet hoe blij me dat maakt... hoe blij me dat maakt." Hij verliet de lift op de 27e verdieping en sleepte de dolly en de uitrusting een laatste trap op naar een hal en vervolgens door een gang naar het observatiedek.

#### UT toren moorden
Binnen bij de receptie kwam Whitman de 51-jarige receptioniste Edna Townsley tegen; hij sloeg Townsley bewusteloos met zijn geweerkolf waardoor haar schedel werd ingeslagen, voordat hij haar lichaam achter een bank sleepte. Terwijl Whitman Townsley's lichaam verborg, werd hij verrast door een jong Texaans stel genaamd Donald Walden en Cheryl Botts, die de kamer binnenkwamen vanaf het observatiedek toen hij over de bank leunde. Botts verklaarde later dat zij en Walden geloofden dat Whitman, met een vuurwapen in elke hand, op het punt stond duiven te schieten; ze glimlachte en begroette Whitman, die teruglachte en zei: "Hoi, hoe gaat het?". Beiden zagen een donkere vlek op het tapijt vlakbij waar Townsley had gezeten, waarvan Botts aannam dat het vernis was.
Even nadat Walden en Botts de 28e verdieping hadden verlaten, bouwde Whitman een provisorische barricade voor de ingang van de verdieping met behulp van Townsley's bureau, twee stoelen en een prullenbak. Toen hij op het punt stond het observatiedek te betreden, werd hij verrast door een vakantievierend gezin uit Texarkana dat door de barricade probeerde te komen. Toen de 16-jarige Mark Gabour probeerde om de ingang van de trap open te krijgen, draaide Whitman zich om en schoot met zijn jachtgeweer op de familie, waarbij hij Mark en zijn 56-jarige tante, Marguerite Lamport, doodde en de 19-jarige Michael Gabour en zijn 41-jarige moeder, Mary, ernstig verwondde, voordat hij zijn geïmproviseerde barricade weer verzegelde. Michael Gabour Sr. (48) en William Lamport (die hun familieleden naar de receptie waren gevolgd) bleven ongedeerd; beiden renden even weg uit het trappenhuis voordat ze probeerden hun familieleden te verzorgen en renden vervolgens om hulp. Gabour zou zich later herinneren dat hij Vera Palmer tegenkwam toen ze de lift op de 27e verdieping verliet om Edna Townsley's positie als receptioniste af te lossen; hij waarschuwde de jonge vrouw verwoed voor de voortdurende moorddadige commotie. Palmer keerde onmiddellijk terug naar de begane grond.
Nadat hij de geïmproviseerde barricade opnieuw had beveiligd, schoot Whitman Townsley een keer dodelijk in het hoofd voordat hij zijn kist naar het twee meter brede observatiedek reed, waar hij de dolly tegen de enige toegangsdeur klemde voordat hij - om ongeveer 11:46 uur - een witte hoofdband omdeed en zijn wapens uit de kist pakte, die hij rond alle vier de zijden van het dek plaatste.

## Schietpartij op observatiedek
Om 11.48 uur begon Whitman te schieten vanaf het observatiedek 70 meter boven de grond. Zijn doelwitten waren willekeurige personen op en rond de campus, hoewel de meerderheid jonge studenten waren, waaronder een 18-jarige vrouw die acht maanden zwanger was en wier ongeboren kind dodelijk werd neergeschoten - de eerste persoon die Whitman neerschoot vanaf het observatiedek. Verschillende doden of gewonden vielen op of in de buurt van een deel van Guadalupe Street dat bekend staat als de Drag, waar zich coffeeshops, boekwinkels en andere locaties bevinden die populair zijn bij studenten en die zich ten westen van het hoofdgebouw bevindt; talloze anderen werden neergeschoten vanaf de andere drie zijden van het observatiedek. In de eerste 15 minuten nadat Whitman vanaf de toren had geschoten, schoot hij de meeste van zijn slachtoffers neer.
Aanvankelijk dachten verschillende mensen op en nabij de campus dat het geluid van het geweervuur afkomstig was van een nabijgelegen bouwterrein, of dat de mensen die op de grond vielen deelnamen aan een onsmakelijke grap of een symbolisch protest tegen de oorlog in Vietnam. Norma Burger, een studente die zich op het moment van de schietpartij in de toren bevond, herinnerde zich later dat ze vanuit het raam op de vierde verdieping zes personen zag die dicht bij de toren lagen. Aanvankelijk verwachtte Burger "dat de zes op zouden staan en lachend weg zouden lopen" voordat ze grote hoeveelheden bloed bij hun lichamen zag en een andere persoon op de grond zag vallen; een andere neergeschoten persoon herinnerde zich dat toen ze een omstander om een dokter smeekte, deze persoon kortaf antwoordde: "Sta op! Wat denk je dat je aan het doen bent?" De realiteit van de gebeurtenissen drong echter snel tot alle aanwezigen op de campus door en verschillende mensen riskeerden hun eigen leven om de gewonden te redden. Ambulances van plaatselijke begrafenisondernemingen en een gepantserde auto werden ook ingezet om de slachtoffers te bereiken.
Terwijl het schieten doorging, zorgden verschillende politieagenten en burgers voor onderdrukkend vuur vanaf de grond met vuurwapens van verschillende kalibers, waaronder pistolen en jachtgeweren, waardoor Whitman gedwongen werd om laag te blijven en voornamelijk te vuren via de drie grote putten aan de voet van elk van de vier meter hoge muren van het observatiedek, waar hij doelen bleef vinden, waaronder een 29-jarige elektricien, Roy Dell Schmidt, die dodelijk werd geraakt op 460 m van de toren, en de 30-jarige begrafenisondernemer Morris Hohmann, die werd neergeschoten en ernstig gewond enkele seconden nadat hij Whitman in het vizier had gekregen van achter de dekking van de ambulance waarin hij vervoerd was om gewonden naar plaatselijke ziekenhuizen te brengen.
De politie charterde een tweepersoons Champion Citabria licht vliegtuigje, van waaruit scherpschutter Marion Lee een duidelijk schot op Whitman probeerde te maken toen het vliegtuigje in een baan dicht bij de toren vloog; de opkomende hittegolven veroorzaakten echter turbulentie, waardoor de stabiliteit van het vliegtuigje en daarmee Lee's vermogen om te focussen werd beperkt. Whitman vuurde twee schoten af in het vliegtuig voordat piloot Jim Boutwell naar een veilige afstand navigeerde, vanwaar hij bleef cirkelen om Whitman af te leiden en zijn mogelijkheden om vanaf de toren te schieten verder te beperken.

### Reactie van de politie
Vier minuten nadat Whitman het vuur opende vanuit de toren, om 11:52, ontving het Austin Police Department de eerste melding van een schietpartij op de Universiteit van Texas.  Alle beschikbare politieagenten en snelwegpatrouilles in de buurt van de universiteit werden onmiddellijk naar de plek gestuurd. Een van de eerste agenten die aankwam, de 23-jarige Austin-patrouille Billy Speed, zocht samen met een collega zijn toevlucht achter een stenen muur met zuilen. Whitman schoot door een ruimte van 15 cm tussen de kolommen van de muur en doodde Speed met een enkel schot in de borst.
De burger Allen Crum (40) - een gepensioneerde staartschutter van de luchtmacht - werd zich bewust van de schietpartij toen hij de tiener Aleck Hernandez zag liggen in de buurt van de University Book Store Co-Op die hij beheerde en omringd door verschillende individuen. Aanvankelijk dacht Crum dat er een gevecht aan de gang was, maar al snel realiseerde hij zich dat de tiener was neergeschoten en dat de aanvaller vanuit de toren bleef schieten. Crum kon niet veilig terug naar zijn winkel nadat hij Hernandez eerste hulp had verleend en ging naar de toren, waar hij aanbood om de politie te helpen. In de toren begeleidde hij agent William Cowan van het Department of Public Safety en Austin Police Officer Jerry Day de lift in; Cowan had Crum een geweer gegeven.
Agent Ramiro Martinez had thuis geen dienst toen hij rond het middaguur nieuwsberichten over de schietpartij hoorde. Nadat hij het politiebureau had gebeld om hulp aan te bieden, kreeg Martinez de opdracht om naar de campus te gaan om te helpen bij het omleiden van het verkeer; bij aankomst trof hij andere agenten aan die deze taken al uitvoerden en dus rende hij naar de toren waar hij, nadat hij de lift naar de 26e verdieping had genomen, de agenten Day en Cowan en Allen Crum tegenkwam.
Austin Police agent Houston McCoy (26) ging ook naar het hoofdgebouw; hij kon veilig de campus oversteken omdat hij een universiteitsmedewerker tegenkwam die bekend was met de ondergrondse tunnels van de campus; zo konden hij en een klein aantal andere agenten veilig het hoofdgebouw bereiken. Op de 28e verdieping ontmoette McCoy Crum, Day en Martinez.

#### Stijging naar observatiedek
Op de 26e verdieping trof het kwartet van Day, Crum, Cowan, Martinez en twee andere agenten genaamd Jack Rodman en Leslie Gebert (die afzonderlijk naar deze verdieping waren gegaan) een radeloze Michael Joseph Gabour aan, die hysterisch schreeuwde dat zijn familie in de toren was vermoord door de schutter terwijl hij de bebloede witte schoenen van zijn vrouw vasthield. Gabour probeerde een geweer van één van de agenten af te pakken; Day en Cowan hielden de radeloze man in bedwang terwijl Rodman en Gebert met de lift terugkeerden naar de begane grond, waar ze Vera Palmer instrueerden om alle liften in het gebouw uit te schakelen voordat ze alle toegangen tot het gebouw begonnen te beveiligen terwijl Martinez en Crum de trap opgingen naar de 27ste verdieping.  (Day volgde Crum en Martinez kort daarna naar de 27ste verdieping.) Terwijl Martinez en Crum de trap opliepen naar het observatiedek, vroeg Crum: "Spelen we voorgoed?", Martinez antwoordde: "Zeker weten dat we dat doen", waarop Crum antwoordde: "Wel, je kan me beter afvaardigen". Martinez antwoordde: "Beschouw jezelf als afgevaardigd."
Halverwege het trappenhuis dat naar de receptie leidde, vonden Martinez en Crum de lichamen van Marguerite Lamport en Mark Gabour, en de zwaargewonde Mary Gabour en haar zoon, Michael. Michael Gabour was aanvankelijk bewusteloos geslagen en was pas onlangs wakker geworden. Hij gebaarde naar het observatiedek terwijl hij Martinez en Crum informeerde: "Hij is daarbuiten." Na Mary Gabour op haar zij te hebben gelegd om te voorkomen dat ze zou verdrinken in haar eigen bloed, gingen de twee mannen verder naar de receptie, waar ze de dodelijk gewonde Edna Townsley aantroffen.
Martinez en Crum waren de eersten die het observatiedek bereikten. Martinez maakte eerst de dolly los die Whitman tegen de deur had geklemd voordat hij Crum instrueerde om buiten de deur te blijven staan met zijn vuurwapen gericht om dekking te geven van hun rechterzijde, en te schieten op elk individu dat in zijn vizier verscheen vanuit deze zuidwestelijke richting, terwijl hij voorzichtig naar links ging. McCoy en Day bereikten kort daarna afzonderlijk het observatiedek: McCoy volgde Martinez onmiddellijk naar Crum's linkerzijde; Day - die kort na McCoy op het observatiedek aankwam - ging naar Crum's rechterzijde. In de veronderstelling dat hij de voetstappen van de sluipschutter hoorde in de richting van de hoek van het observatiedek die hij bestreek, vuurde Crum een enkel schot uit zijn geweer in de zuidwestelijke hoek van de borstwering, waardoor Whitman uit zijn vuurlinie verdween.

### Einde van de schietpartij
Om ongeveer 13.24 uur, terwijl Whitman dicht bij de noordwestelijke muur van het observatiedek hurkte met zijn vuurwapen gericht op de zuidwestelijke hoek van het dek op zoek naar de bron van Crums geweerschot, liepen Martinez en McCoy de noordoostelijke hoek om. Martinez sprong uit dekking en schoot onmiddellijk in de richting van Whitman, waarbij hij de meeste of al zijn revolverschoten miste. Bijna tegelijkertijd sprong McCoy uit dekking terwijl Martinez snel in Whitmans algemene richting schoot; hij herinnerde zich dat hij Whitmans hoofd over de ballast had zien kijken. McCoy schoot op Whitmans witte hoofdband, raakte hem met verschillende kogels tussen de ogen en doodde hem vrijwel onmiddellijk. McCoy vuurde een tweede keer zijn jachtgeweer af en raakte Whitman aan zijn linkerkant. Whitman viel op de grond; Martinez pakte toen het jachtgeweer van McCoy, rende naar het lichaam van Whitman en vuurde een directe jachtgeweer-schot af in Whitmans linkerarm op korte afstand.
Omdat burgers en politie aanvankelijk niet wisten dat de sluipschutter was geveld, bleven degenen op de grond op de toren schieten, waarbij ze Martinez ternauwernood misten. McCoy droeg een andere officier op om een politie-coördinator op de hoogte te stellen om aan de nieuwsmedia van Austin aan te kondigen dat de sluipschutter was gedood. Terwijl deze instructies werden doorgegeven, zwaaide Allen Crum met een witte flag van boven de borstwering om aan te geven dat de belegering van de sluipschutter vanaf de toren voorbij was.
Verschillende van de directe media-uitzendingen en publicaties verwezen Crum ten onrechte als de sluipschutter die met een witte vlag zwaaide in een openbaar gebaar van overgave.